# Jowai
Jowai è una suddivisione dell'India, classificata come municipal board, di 25.023 abitanti, capoluogo del distretto dei Monti Jaintia Occidentali, nello stato federato del Meghalaya. In base al numero di abitanti la città rientra nella classe III (da 20.000 a 49.999 persone).

## Geografia fisica
La città è situata a 25° 26' 60 N e 92° 12' 0 E e ha un'altitudine di 1.311 m s.l.m..

## Società

### Evoluzione demografica
Al censimento del 2001 la popolazione di Jowai assommava a 25.023 persone, delle quali 12.269 maschi e 12.754 femmine. I bambini di età inferiore o uguale ai sei anni assommavano a 4.199, dei quali 2.145 maschi e 2.054 femmine. Infine, coloro che erano in grado di saper almeno leggere e scrivere erano 18.980, dei quali 9.422 maschi e 9.558 femmine.